# Аванесов Рубен Іванович
Ру́бен Іва́нович Аване́сов (*14 лютого 1902, Шуша — †1 травня 1982, Москва) — російський мовознавець. Член-кореспондент АН СРСР (з 1958). Професор Московського університету.

## Праці
Дослідник російських говірок, автор праці про діалекти російської мови («Нариси російської діалектології», ч. 1, 1949).
Створив лінгвістичні коментарі до «Атласа російських народних говорів центральних областей на схід від Москви» (1957).
У галузі фонології, орфоепії та акцентології відомі такі праці Аванесова:
- «Фонетика сучасної російської літературної мови» (1956);
- «Російська літературна орфоепія» (вид. 2, 1954);
- «Наголос у сучасній російській літературній мові» (вид. 2, 1958).